# Marcomannen

Kaart van het Romeinse Rijk in 125 onder Hadrianus, met het leefgebied van de Marcomanni in de Donauregio (Ister), ter hoogte van de tegenwoordige Bohemen

De Marcomannen (of Latijn Marcomanni) waren een Germaanse stam die onderdeel waren van het losse stamverband van de Sueben. Op zijn tochten diep in Germania viel Drusus hen in 9 v.Chr. aan waardoor de Marcomannen gedwongen werden hun verblijfplaats (het huidige Thüringen in Duitsland) te verruilen voor het tegenwoordige Bohemen.

## Koning Marbod (begin 1e eeuw)
Daar herstelden de Marcomannen zich echter snel. In de eerste jaren na het begin van de jaartelling vormden ze min of meer de eerste Germaanse staat. Strak georganiseerd door koning Marbod. Deze ontwikkeling kon Rome niet welgevallig zijn. Ten eerste had de groeiende macht van de Marcomannen een aanzuigende werking op andere stammen. Verder vormde het rijk van de Marcomannen een bedreiging voor zowel Germania als de Donau-grens. Overigens toonde Marbod geen enkele agressie tegen Rome.
In het jaar 6 besloot Rome in te grijpen. Twaalf legioenen werden gemobiliseerd om het Marcomannen-rijk in een grote tangbeweging aan te vallen. Juist op dat moment brak er echter in Pannonië een opstand uit, waardoor de hele actie afgeblazen moest worden. Marbod buitte deze situatie niet uit, maar sloot een vredesverdrag met de Romeinen.
Marbod wist zijn positie lange tijd te bewaren, maar ging uiteindelijk ten onder door een oorlog tegen de Cherusken onder leiding van Arminius (17) en werd uiteindelijk ten val gebracht door de Goten onder leiding van Catualda (19). Voor de Marcomannen betekende dit dat zij onder sterke Romeinse invloed kwamen.

## Marcomannenoorlogen (midden 2e eeuw)
In de 2e eeuw deden de Marcomannen opnieuw van zich spreken toen zij in een coalitie met Quaden en Sarmaten de Marcomannenoorlog ontketenden. Het kostte keizer Marcus Aurelius een groot deel van zijn regeringsperiode om deze strijd te beslechten die uiteindelijk door zijn zoon Commodus met een voor de Romeinen nadelig vredesakkoord beëindigd werd.

## Foederatii (eind 4e eeuw)
In de 4e eeuw vielen de Marcomannen het Romeinse Rijk nog meerdere malen binnen maar in 396 werd een deel van hen foederati van de Romeinen in Pannonië. Hun koningin Fritigil onderhield contacten met Ambrosius van Milaan door wiens invloed de Marcomannen gekerstend werden.

## Aan de zijde van de Hunnen (midden 5e eeuw)
Voor het laatst deden de Marcomannen van zich spreken als onderdeel van de macht van de Hunnen. In 451 vochten ze aan de zijde van Attila in de Slag op de Catalaunische Velden. In de latere eeuwen verdwenen de Marcomannen uit de geschiedenis en zijn wellicht opgegaan in de Slaven.

## Voorouders van de Beieren? (eind 4e, begin 5e eeuw)
Volgens een andere theorie zouden de Bajuwaren, die zich in die tijd in Zuid-Beieren en Oostenrijk vestigden, afstammen van de Marcomannen.
Alemannen · Ambivarieten · Ambronen · Ampsivaren · Angelen · Angrivariërs · Asdingen · Baemi · Bajuwaren · Bastarnen · Bataven · Bourgondiërs · Bructeren · Cananefaten · Chamaven · Chasuarii · Chatten · Chattuarii · Chauken · Cherusken · Cimbren · Cugerni · Dulgubnii · Fosi · Franken · Frisii · Gepiden · Goten · Harii · Helisiërs · Hermunduren · Herulen · Juten · Lakringen · Lemoviërs · Longobarden · Lugiërs · Manimiërs · Marcomannen · Marobudui · Marsi · Mattiakken · Naharvalen · Nemeten · Nerviërs · Ostrogoten · Quaden · Rugiërs · Saksen · Semnonen · Silingen · Sitones · Skiren · Sueben · Sugambren · Suiones · Tencteren · Teutonen · Toxandriërs · Triboken · Tubanten · Tudri · Tungri · Ubiërs · Usipeten · Vandalen · Vangionen · Visigoten · Volcae · Warnen
Germani cisrhenani:
Caerosi · Condrusi · Eburonen · Paemani · Segni
Stamverenigingen:
Herminones · Ingvaeones · Istvaeones